# Eleição municipal de Mostardas em 2012
A eleição municipal de 2012 em Mostardas ocorreu em 7 de outubro de 2012 (1º Turno), para o cargo de prefeito. Também no dia 7, ocorreu as eleições para renovar as 9 cadeiras da câmara municipal.

## Candidatos
| Nº | Candidato(a)             | Vice               | Coligação                                                                                            |
| -- | ------------------------ | ------------------ | --- |
| 11 | Marne Vitorino (PP)      | Moisés Pedone (PP) | "A Força que Veio do Povo" (PP, PTB, e PSDB)                                                         |
| 15 | Alexandre Galdino (PMDB) | Zé Manoel (PDT)    | "Eu Quero Mostardas Melhor - A Força do Povo Fazendo Mostardas Crescer" (PMDB, PDT, DEM, PR, e PSDC) |
| 13 | Vitorino Mesquita (PT)   | Gabriel (PT)       | Partido não coligado(PT)                                                                             |

## Resultados para Prefeito
| Candidato(a)             | 1º Turno 7 de outubro de 2012 | 1º Turno 7 de outubro de 2012 |         |         |
| Candidato(a)             | Votação                       | Votação                       | Votação | Votação |
| Candidato(a)             | Total                         | Porcentagem                   |         |         |
| ------------------------ | ----------------------------- | ----------------------------- | ------- | ------- |
| Alexandre Galdino (PMDB) | 4.279                         | 54%                           |         |         |
| Marne Vitorino (PP)      | 3.307                         | 42%                           |         |         |
| Vitorino Mesquita (PT)   | 258                           | 3%                            |         |         |
| Total de votos válidos   | 7.844                         | 100,00%                       |         |         |

## Resultados para Vereador

### Candidatos por Partido
1. PMDB - 17
2. PDT - 15
3. PT / PP - 10
4. PSDB - 5
5. PTB - 3
6. PR - 2
7. DEM / PSDC - 1

### Eleitos
| Vereadores Eleitos | Vereadores Eleitos | Vereadores Eleitos | Vereadores Eleitos |
| P                  | Nome               | Votos              | Pc                 |
| ------------------ | ------------------ | ------------------ | ------------------ |
| PTB                | Jeder Silveira     | 543                | 6,85 %             |
| PP                 | Dr. Luis           | 448                | 5,65 %             |
| PP                 | Gilnei Nazareth    | 413                | 5,21 %             |
| DEM                | Junior Pereira     | 351                | 4,43, %            |
| PP                 | André Soares       | 323                | 4,08 %             |
| PDT                | Dangelo Motta      | 299                | 3,77 %             |
| PMDB               | Grace Lopes        | 278                | 3,51 %             |
| PP                 | Laís Teixeira      | 269                | 3,40 %             |
| PMDB               | Adelino Silveira   | 246                | 3,10, %            |

Em negrito os vereadores reeleitos

### Número de Eleitos por Partido
1. PP - 4
2. PMDB - 2
3. PDT / DEM / PTB - 1

### Votos por Partido
1. PP - 2.344
2. PMDB - 2.228
3. PDT - 1.149
4. PTB - 611
5. PSDB - 595
6. PT - 451
7. DEM - 353
8. PSDC - 133
9. PR - 59

### Por coligação
1. "A Força que Veio do Povo" (PP, PTB, PSDB) - 3.550
2. "Eu Quero Mostardas Melhor (PMDB, DEM) - 2.581
3. "A Força do Povo Fazendo Mostardas Crescer" (PDT, PR, PSDC) - 1.341
4. (PT) - 451